# Zijara (Al-Bab)
Zijara (arab. زيارة) – wieś w Syrii, w muhafazie Aleppo, w dystrykcie Al-Bab. W 2004 roku liczyła 140 mieszkańców.